# Columbus Hotel Monte-Carlo, Curio Collection by Hilton
Columbus Hotel Monte-Carlo, Curio Collection by Hilton är ett trestjärnigt hotell som ligger på 23 Avenue des Papalins i Fontvieille i Monaco. Hotellet har totalt 181 hotellrum varav 28 är hotellsviter fördelat på nio våningar. Den ägs av det brittiska fastighetsbolaget London & Regional Properties sedan april 2010, dessförinnan ägdes hotellet av den brittiske Formel 1-föraren David Coulthard som köpte det 2001.
Hotellet gick med i varumärket Hilton före slutet av 2023r, under ett franchiseavtal med ägarna Groupe Bertout.
Hôtel Columbus Monte Carlo uppfördes 1989.